# Crassula aphylla
Crassula aphylla ist eine Pflanzenart der Gattung Dickblatt (Crassula) in der Familie der Dickblattgewächse (Crassulaceae).

## Beschreibung
Crassula aphylla ist eine weiche, aufrechte, kahle, rötliche, einjährige, krautige, sukkulente Pflanze, die Wuchshöhen von 1,5 bis 3 Zentimeter erreicht. Ihre Wurzeln sind faserig. Die zentralen keulenförmigen Triebe sind größer und erreichen einen Durchmesser von etwa 1 Millimeter. Die Blätter sind zu einem geschwollenen, fleischigen Ring am Internodium reduziert. Manchmal sind sie winzig dreieckig-lanzettlich, aufrecht und bis zu 1,5 Millimeter lang. Die Blattspitzen sind zugespitzt. Die Blattoberseite ist flach, die Unterseite konvex.
Die bis zu 1,5 Millimeter langen Blüten stehen an einem bis zu 1,5 Millimeter langen Blütenstiel. Ihr Kelch ist ein fleischiger Ring mit undeutlichen bis dreieckigen Kelchzipfeln. Die weiße bis rosafarbene Blütenkrone ist becherartig geformt. Die bandförmig-eiförmigen Kronzipfel sind bis zu 2 Millimeter lang. Ihre Spitzen sind stumpf und zurückgebogen. Die Staubbeutel sind braun.
Die Blütezeit ist der Frühling.

## Systematik, Verbreitung und Gefährdung
Crassula aphylla ist in den südafrikanischen Provinzen Westkap und Nordkap auf Berggipfeln mit Fynbos in seichten Felstaschen verbreitet.
Die Erstbeschreibung durch Selmar Schönland und Edmund Gilbert Baker wurde 1898 veröffentlicht. Ein nomenklatorisches Synonym ist Rhopalota aphylla (Schönland & Baker f.) N.E.Br. (1931).
Crassula aphylla wird in der Roten Liste gefährdeter Arten der IUCN als „Least Concern (LC)“, d. h. als in der Natur nicht gefährdet, eingestuft.

## Nachweise